# 1970-es évek
Évszázadok: 19. század · 20. század · 21. század
Évtizedek: 1920-as évek · 1930-as évek · 1940-es évek · 1950-es évek · 1960-as évek · 1970-es évek · 1980-as évek · 1990-es évek · 2000-es évek · 2010-es évek · 2020-as évek
Évek: 1970 · 1971 · 1972 · 1973 · 1974 · 1975 · 1976 · 1977 · 1978 · 1979

## Események
- 1970: az Egyesült Államok kiszélesíti a vietnámi háborút Kambodzsára és Laoszra.
- 1971: működésbe lép az első űrállomás, a szovjet Szaljut–1.
- 1971: Henry Kissinger titkos kínai látogatása, mely után Kínát felveszik az ENSZ-be.
- 1971: megjelenik az első mikroprocesszor, az Intel 4004.
- 1972: elindítják az első olyan űrszondát, a Pioneer–10-et, mely elhagyja a Naprendszert.
- 1972: Richard Nixon kínai látogatása során normalizálják a kínai-amerikai kapcsolatokat.
- 1972: a véres vasárnap során a brit hadsereg tüzet nyit az északír tüntetőkre.
- 1972: Richard Nixon és Leonyid Iljics Brezsnyev aláírják az első fegyverzetcsökkentési megállapodást (SALT–1).
- 1972: túszdráma a müncheni olimpián.
- 1972: kirobban a Watergate-botrány.
- 1973: az Egyesült Államok és Észak-Vietnám aláírják a párizsi békét, ezzel véget ér a vietnámi háború.
- 1973: kirobban a jom kippuri háború Izrael és a környező arab államok között.
- 1973: az első olajválság.
- 1974: lemond Richard Nixon amerikai elnök.
- 1975: Saigon elestével elesik Dél-Vietnám, vörös fordulat Délkelet-Ázsiában.
- 1975: közös amerikai-szovjet űrkabin-csatlakozás a Szojuz–Apollo-program keretében.
- 1975: harmincöt ország aláírja a Helsinki záróokmányt, a hidegháborús enyhülés csúcspontja.
- 1976: meghal Mao Ce-tung, a kulturális forradalom vége Kínában.
- 1977: Csehszlovákiában elindul Václav Havel és Jan Patočka vezetésével a Charta ’77 mozgalom.
- 1977: Jean-Bédel Bokassa császárrá koronázása a Közép-afrikai Császárságban
- 1977: megjelenik az első Csillagok háborúja-mozifilm, az Egy új remény korszakos popkulturális hatást kiváltva.
- 1978: Teng Hsziao-ping kínai vezető meghirdeti a "reform és nyitás" programját, a szocialista piacgazdaság kialakítását.
- 1978: Anvar Szadat egyiptomi és Menáhém Begín izraeli elnök a Camp David-i egyezményben dönt a két ország közötti békéről.
- 1978: 455 év után nem olasz bíboros kerül a római katolikus egyház élére, a lengyel Karol Wojtyła lesz a pápa II. János Pál néven.
- 1979: véget ér Pol Pot rémuralma Kambodzsában.
- 1979: forradalom tör ki Iránban, a sahot elűzik, Homeini ajatollah iszlám köztársaságot hoz létre.
- 1979: a szovjetek bevonulnak Afganisztánba, a "kis hidegháború" kezdete.

## A világ vezetői
- Albánia: Enver Hoxha főtitkár
- Amerikai Egyesült Államok: Richard Nixon elnök (1974-ig), Gerald Ford elnök (1974-1977), Jimmy Carter elnök (1977-től)
- Angola: José Eduardo dos Santos elnök (1979-től)
- Argentína: Juan Domingo Perón elnök (1973-1974)
- Ausztria: Bruno Kreisky kancellár (1970-től)
- Bulgária: Todor Zsivkov elnök (1971-től)
- Chile: Salvador Allende elnök (1970-1973), Augusto Pinochet tábornok (1973-tól)
- Ciprus: III. Makáriosz érsek (1974-ig, 1974-1977)
- Csehszlovákia: Gustáv Husák főtitkár
- Dél-Korea: Pak Csong Hi elnök (1979-ig)
- Egyesült Királyság: II. Erzsébet királynő, Edward Heath miniszterelnök (1970-1974), Harold Wilson miniszterelnök (1974-1976), Margaret Thatcher miniszterelnök (1979-től)
- Egyiptom: Gamal Abden-Nasszer elnök (1970-ig), Anvar Szadat elnök (1970-től)
- Etiópia: Hailé Szelasszié császár (1974-ig)
- Észak-Korea: Kim Ir Szen elnök
- Franciaország: Georges Pompidou elnök (1974-ig), Valéry Giscard d’Estaing elnök (1974-től)
- Fülöp-szigetek: Ferdinand Marcos elnök
- Haiti: François Duvalier "Papa Doc" elnök (1971-ig)
- India: Indira Gandhi miniszterelnök (1977-ig)
- Indonézia: Suharto elnök
- Irak: Szaddám Huszein elnök (1979-től)
- Irán: Mohammad Reza Pahlavi sah (1979-ig), Ruholláh Homeini ajatollah (1979-től)
- Izrael: Golda Meir miniszterelnök (1974-ig), Jichák Rabin miniszterelnök (1974-1977), Menáhém Begín miniszterelnök (1977-től)
- Japán: Hirohito császár, Szató Eiszaku miniszterelnök (1972-ig)
- Jugoszlávia: Josip Broz Tito elnök
- Kambodzsa: Pol Pot miniszterelnök (1976-1979)
- Kanada: Pierre Trudeau miniszterelnök (1979-ig)
- Kína: Mao Ce-tung pártelnök (1976-ig), Zhou Enlai miniszterelnök (1976-ig), de facto Deng Xiaoping (1978-tól)
- Kínai Köztársaság: Csang Kaj-sek elnök (1975-ig)
- Közép-afrikai Köztársaság: Jean-Bédel Bokassa elnök/császár (1979-ig)
- Kuba: Fidel Castro elnök
- Lengyelország: Władysław Gomułka főtitkár (1970-ig)
- Líbia: Moammer Kadhafi vezér
- Magyarország: Kádár János főtitkár
- Németország: (Kelet-Németország, NDK): Walter Ulbricht elnök (1973-ig), Erich Honecker elnök (1976-tól)
- Németország: (Nyugat-Németország, NSZK): Willy Brandt kancellár (1974-ig), Helmut Schmidt kancellár (1974-től)
- Olaszország: Giulio Andreotti miniszterelnök (1972-1973, 1976-1979)
- Paraguay: Alfredo Stroessner elnök
- Románia: Nicolae Ceaușescu főtitkár
- Spanyolország: Francisco Franco caudillo (1975-ig), I. János Károly király (1975-től)
- Szovjetunió: Leonyid Iljics Brezsnyev főtitkár
- Uganda: Idi Amin Dada elnök (1971-1979)
- Vatikán: VI. Pál pápa (1978-ig), I. János Pál pápa (1978), II. János Pál pápa (1978-tól)
- Zaire: Mobutu Sese Seko elnök

## A filmművészetben
- Kuroszava Akira: Dodeszukaden
- Andrej Tarkovszkij: Sztalker
- Ingmar Bergman: Suttogások és sikolyok
- Werner Herzog: Kaspar Hauser
- Martin Scorsese: Taxisofőr
- John Cassavetes: Egy hatás alatt álló nő
- Rainer Werner Fassbinder: A félelem megeszi a lelket
- Pier Paolo Pasolini: Élet-trilógia + Saló
- Volker Schlöndorff: A bádogdob
- Mohammed Lakhdar-Hamina: Parázsló évek krónikája
- Jean Eustache: A mama és a kurva
- Hans Alfredson–Tage Danielsson (Hasse & Tage): Picasso kalandjai